# Чугунов, Владимир Михайлович
Владимир Михайлович Чугунов (5 мая 1911 — 6 июля 1943) — русский советский поэт, участник Великой Отечественной войны.

## Биография
Владимир Михайлович Чугунов родился на станции Иланской, ныне в черте одноимённого города в семье врача. Ещё подростком начал трудовую деятельность. Работал на шахте Анжеро-Судженска сначала коногоном, затем забойщиком. Окончив Анжерское горное промышленное училище, получил диплом машиниста врубовой машины. Поступил в Томский геологоразведочный институт. В 1936—1937 годах жил и работал в Новосибирске. В 1938 году переехал в Казахстан.
После начала Великой Отечественной войны Владимир Чугунов добровольцем пошёл в Красную Армию. В составе 585-го стрелкового полка 213-й стрелковой дивизии 7-й гвардейской армии Воронежского фронта участвовал в Курской битве.
По данным ОБД «Мемориал», командир взвода лейтенант Владимир Михайлович Чугунов был убит в бою 6 июля 1943 года. Похоронен в братской могиле в селе Безлюдовка Шебекинского района Белгородской области.     

## Творчество
Писать стихи начал ещё в детстве. Работая на шахте, печатался в газетах «Борьба за уголь», «Большевистская смена», «Советская Сибирь», «Красное знамя». Редакция «Борьбы за уголь» даже пригласила Чугунова на постоянную работу.
Работая в Новосибирске, печатался в журналах «Сибирские огни», «Будущая Сибирь», в различных сибирских газетах. Помимо стихов писал рассказы, очерки, повести. В 1939 году увидел свет первый стихотворный сборник В. Чугунова «Горючий камень».
После смерти поэта его стихи и рассказы издавались как отдельные книги, входили в сборники.